# Insula Robben
Insula Robben (în afrikaans Robbeneiland) este o insulă în Golful Table, la 6,9 km vest de coasta maritimă a orașului Bloubergstrand, Cape Town, Africa de Sud. Numele său înseamnă „insula focilor” în limba neerlandeză. Insula Robben are o formă aproximativ ovală, cu o lungime de 3,3 km de la nord la sud, cu o lățime de 1,9 km și cu o suprafață de 5,07 km2. Ea este plată și se află la doar câțiva metri deasupra nivelului mării, ca urmare a unei eroziuni petrecute în vechime. Laureatul Premiului Nobel și fostul președinte al Africii de Sud, Nelson Mandela, a fost închis aici timp de 18 din cei 27 de ani și a executat muncă silnică în spatele gratiilor, înainte de căderea apartheidului. Până în prezent, trei dintre foștii deținuți de pe insula Robben au devenit președinți ai Republicii Africa de Sud, Nelson Mandela, Kgalema Motlanthe și actualul președinte Jacob Zuma.
Insula Robben este un loc din patrimoniul național al Africii de Sud, fiind inclusă în Lista locuri din Patrimoniul Mondial UNESCO.

## Istoric

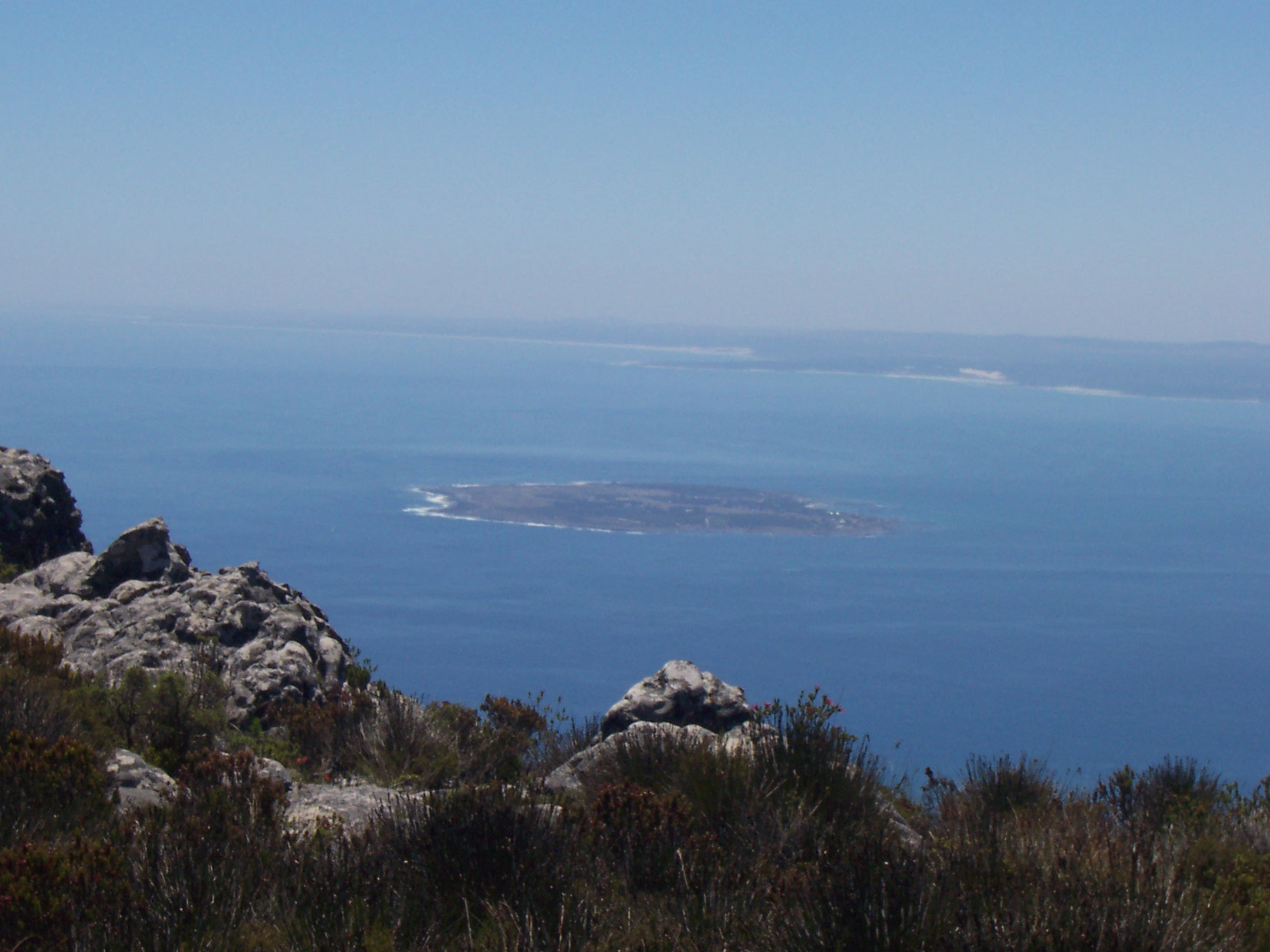
Insula Robben așa cum se vede de pe Muntele Table către Golful Saldanha.

Începând de la sfârșitul secolului al XVII-lea, insula Robben a fost folosită pentru izolarea în principal a prizonierilor politici. Coloniștii olandezi au fost primii care au folosit insula Robben ca închisoare. Primul prizonier a fost, probabil, Autshumato la mijlocul secolului al XVII-lea. Printre primii săi locuitori permanenți au fost conducători politici din diferite colonii olandeze, inclusiv Indonezia, și conducătorul revoltei de pe vasul de sclavi Meermin.
După ce Marina Regală Britanică a capturat mai multe corăbii ale Indiilor de Est Olandeze în Bătălia din Golful Saldanha din 1781, o barcă s-a îndreptat către navele de război britanice. La bord erau „regii din Ternate și Tidore, precum și prinții familiilor respective”. Olandezii i-au ținut o lungă perioadă pe „Insula Robin”, dar i-au mutat apoi în Golful Saldanha.
În 1806 vânătorul scoțian de balene John Murray a deschis un port de baleniere într-un golf adăpostit de pe coasta de nord-est a insulei, care a devenit cunoscut ca Golful Murray; acel port se afla în apropierea locului în care este astăzi Portul Murray, care a fost construit în anii 1939-1940.
După eșuarea în 1819 a răscoalei din Grahamstown, al cincilea război al populației Xhosa, guvernul colonial britanic l-a condamnat pe liderul african Makanda Nxele la închisoare pe viață pe insulă. S-a înecat în apele Golfului Table, după ce a evadat din închisoare.
Insula a fost, de asemenea, utilizată ca o colonie de leproși și stație de animale în carantină. Începând din 1845 leproșii din colonia Hemel-en-Aarde (cerul și pământul) de lângă Caledon s-au mutat pe insula Robben, atunci când Hemel-en-Aarde a fost considerată nepotrivită în calitate de colonie de leproși. Inițial leproșii putea veni voluntar aici și erau liberi să plece de pe insulă, dacă doreau. În aprilie 1891 a început construcția a 11 clădiri noi pentru leproși. După elaborarea Actului de Combatere a Leprei în mai 1892 admisia pe insulă nu a mai fost voluntară și deplasarea leproșilor a fost restricționată. Înainte de 1892 erau admiși în medie pe insula Robben aproximativ 25 de leproși pe an, dar în 1892 numărul leproșilor a crescut la 338, iar în 1893 încă 250 au fost admiși.
În timpul celui de-al Doilea Război Mondial, insula a fost fortificată și au fost instalate aici tunuri BL de 9.2 inch și de 6 inch ca parte a apărării zonei orașului Cape Town.
Începând din 1961, insula Robben a fost folosită de guvernul Africii de Sud ca închisoare pentru deținuții politici și pentru deținuții de drept comun. În 1969 a fost construit aici  sanctuarul Moturu Kramat, care acum este un loc sacru pentru pelerinajul musulmanilor pe insula Robben, cu scopul de a-l comemora pe Sayed Abdurahman Moturu, prințul de Madura. Moturu, care a fost unul dintre primii imami ai orașului Cape Town, a fost exilat pe insulă la mijlocu anilor 1740. El a murit acolo în anul 1754. Prizonierii politici musulmani aduceau un omagiu în sanctuar, înainte de a părăsi insula.
Închisoarea de maximă securitate pentru deținuți politici a fost închisă în 1991. Penitenciarul de securitate medie pentru deținuți de drept comun a fost închis cinci ani mai târziu.
Odată cu sfârșitul apartheidului, insula a devenit o destinație populară pentru turiștii de pretutindeni. Ea este administrată de Muzeul Insula Robben (RIM), care operează insula ca pe un muzeu viu. În 1999, insula a fost declarată un loc din patrimoniul mondial al UNESCO. În fiecare an, mii de vizitatori iau feribotul din portul Victoria & Alfred Waterfront al orașului Cape Town pentru a vizita insula și fosta închisoare. Mulți dintre ghizi sunt foști deținuți. Toate terenurile de pe insulă sunt proprietatea statului sud-african, cu excepția bisericii de pe insulă. Aceasta este deschisă pe tot parcursul anului, dacă vremea permite.

## Listă de foști deținuți de pe insula Robben

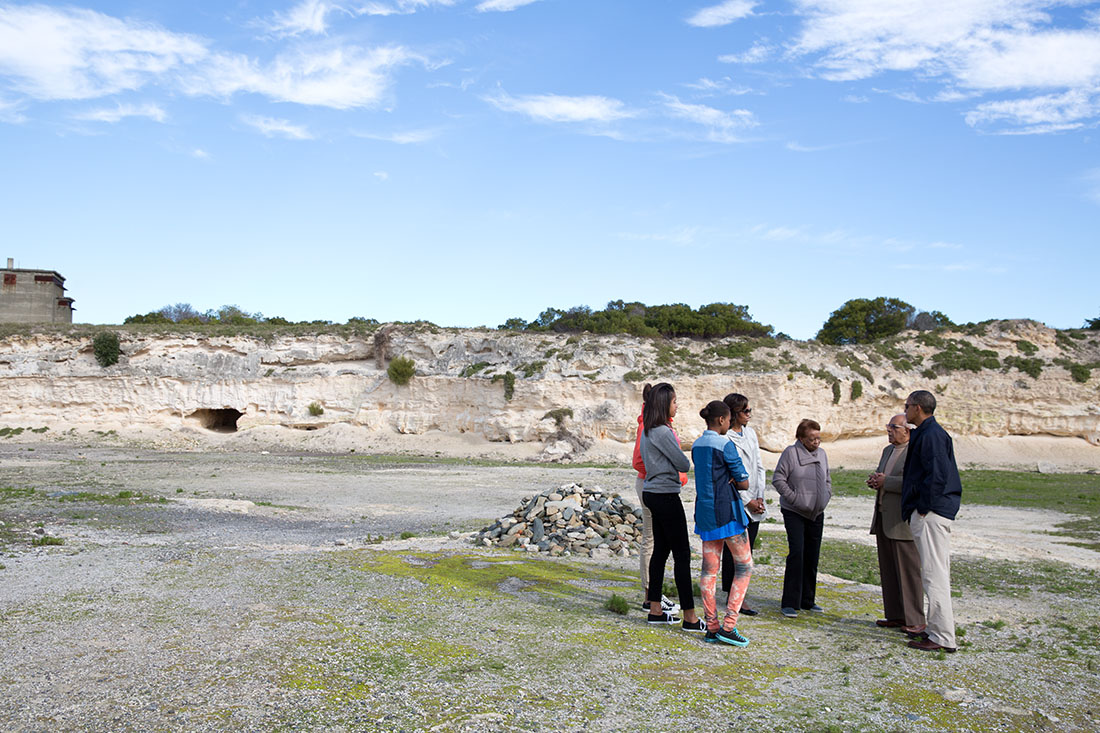
Ahmed Kathrada, care a fost închis pe insula Robben între 1964 și 1982, oferind un tur al închisorii familiei președintelui american Barack Obama în 2013.

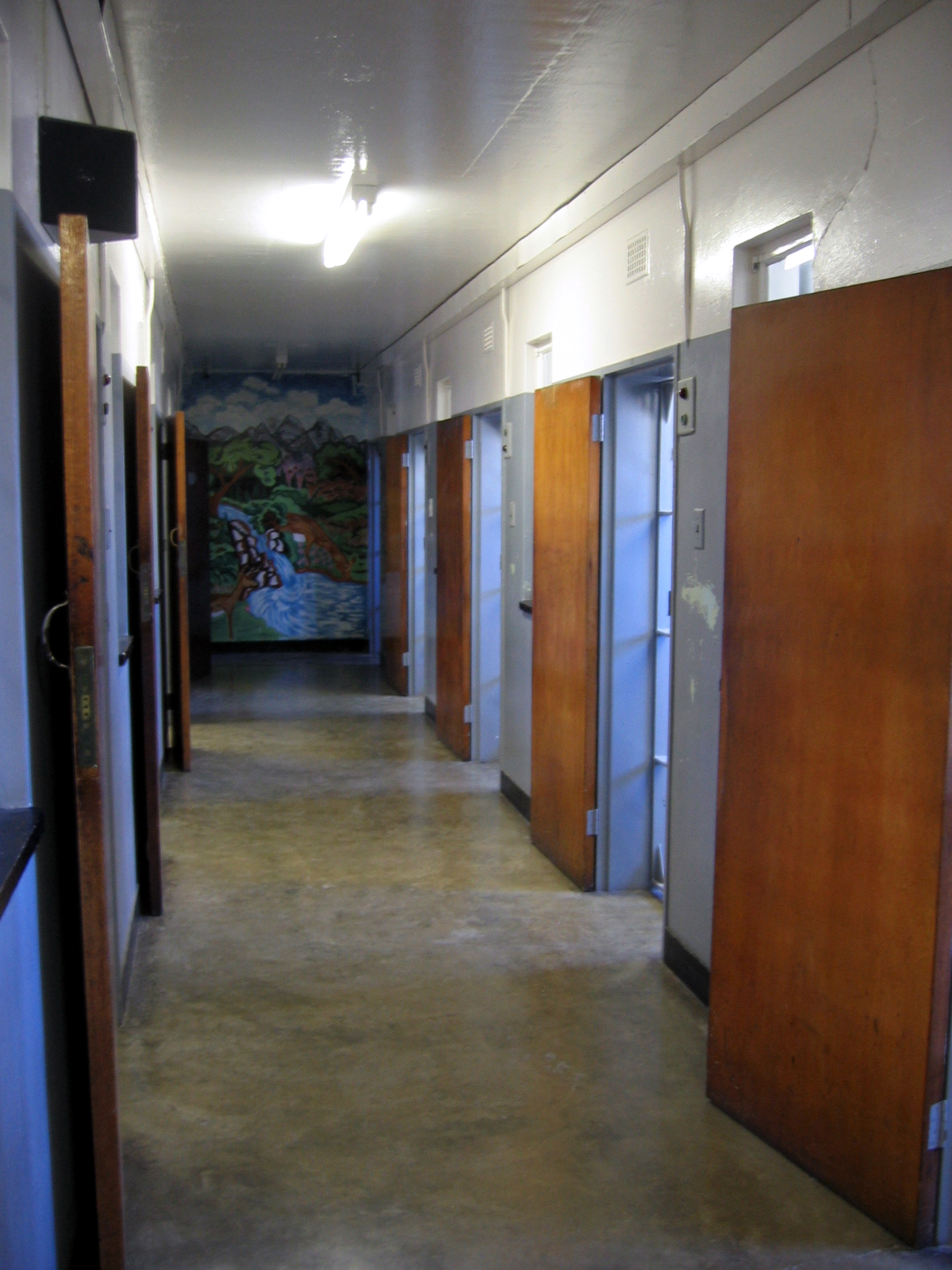
Coridorul și celulele fostei închisori de pe insula Robben

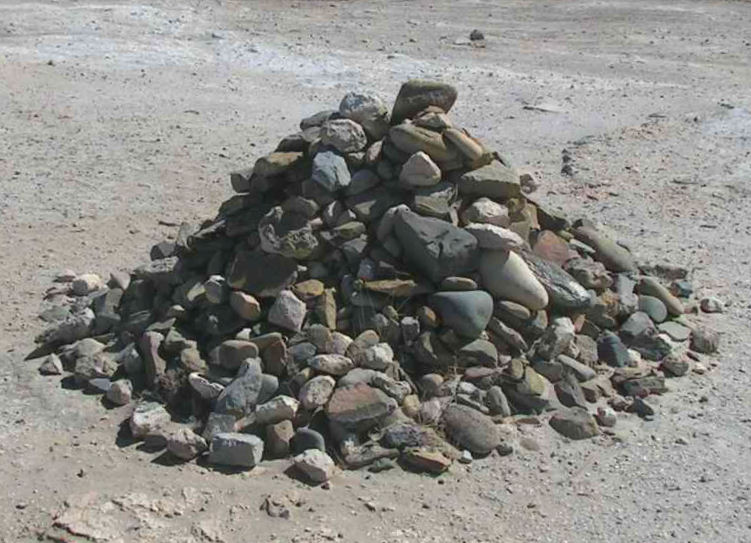
Grămadă de pietre începută de Nelson Mandela și mărită prin adăugarea a câte unei pietre de foștii prizonieri ce s-au întors pe insulă

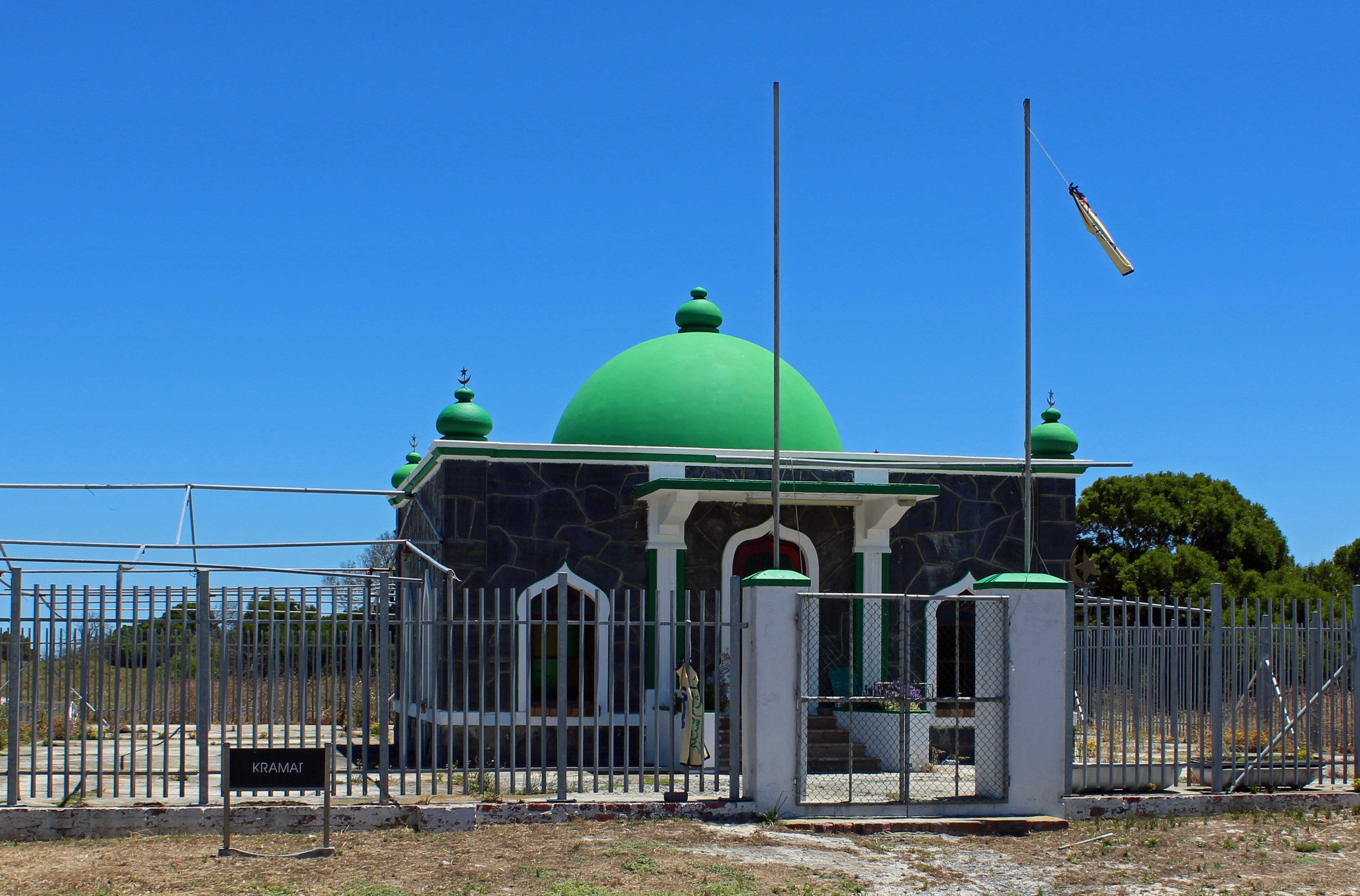
Sanctuarul musulman Moturu Kramat de pe insula Robben

- Autshumato, unul dintre primii luptători împotriva colonialismului
- Dennis Brutus, activist și poet
- Patrick Chamusso, activist politic al Congresului Național African
- Laloo Chiba, acuzat în Procesul Rivonia
- Eddie Daniels, activist politic
- Jerry Ekandjo, politician namibian
- Nceba Faku, primar al orașului Port Elizabeth
- Petrus Iilonga, sindicalist, activist și politician namibian
- Ahmed Kathrada, condamnat în Procesul Rivonia și deținut pe o lungă perioadă
- Koesaaij, conducător malgaș al revoltei sclavilor de pe Meermin în februarie 1766
- Langalibalele, regele tribului Hlubi, unul dintre primii activiști împotriva colonialismului[necesită citare]
- John Kenneth Malatji, activist al Congresului Național African
- Njongonkulu Ndungane,[17] viitor arhiepiscop de Cape Town
- Mosiuoa Lekota, închis în 1974, președinte al Congresului Poporului
- Mac Maharaj, acuzat în Procesul Rivonia
- Makana, unul dintre activiștii împotriva colonialismului
- Nelson Mandela, conducătorul Congresului Național African și fost președinte al Africii de Sud (primul președinte negru)
- Gamzo Mandierd, activist
- Jeff Masemola, primul prizonier condamnat la închisoare pe viață în epoca apartheid-ului
- Amos Masondo, primar al orașului Johannesburg
- Massavana, conducător malgaș al revoltei sclavilor de pe Meermin din februarie 1766
- Michael Matsobane, conducător al Mișcării Religioase a Tinerilor Africani. Condamnat în 1979; eliberat de PW Botha în 1987.
- Șeful Maqoma, fost șef de trib care a murit pe insulă în 1873
- Govan Mbeki, tatăl fostului președinte sud-african Thabo Mbeki. Govan a fost condamnat în 1963 la închisoare pe viață, dar a fost eliberat de pe insula Robben în 1987 de PW Botha
- Wilton Mkwayi, acuzat în Procesul Rivonia
- Murphy Morobe, student, conducător al Revoltei din Soweto
- Dikgang Moseneke, vicepreședinte al Curții Constituționale a Africii de Sud
- Sayed Adurohman Moturu, imam musulman care a fost exilat pe insulă și a murit acolo în 1754
- Griffiths Mxenge, avocat sud-african și membru al Congresului Național African
- Billy Nair, acuzat în Procesul Rivonia și conducător al CNA/SACP
- M. D. Naidoo, avocat sud-african și conducător al Congresului Național African
- John ya Otto Nankudhu, luptător pentru eliberarea Namibiei[18]
- John Nkosi, condamnat la închisoare pe viață, dar eliberat de PW Botha în 1987
- Samuel Sisulu, fondator al Organizației pentru Libertatea Africii de Sud Organisation
- Nongqawuse, profetesă a tribului Xhosa, responsabilă pentru uciderea vacilor
- Maqana Nxele, profet al tribului Xhosa care s-a înecat în timp ce încerca să evadeze
- John Nyathi Pokela, cofondator și președinte al Congresului Panafrican al Azaniei
- Joe Seremane, președinte al Alianței Democrate.
- Tokyo Sexwale, om de afaceri și membru al Congresului Național African
- Gaus Shikomba, politician namibian
- Walter Sisulu, activist politic al Congresului Național African
- Stone Sizani, ANC Chief Whip
- Robert Sobukwe, former leader of the PAC
- Andimba Toivo ya Toivo, politician namibian
- Sakaria Nashandi, politician namibian
- Jacob Zuma, președinte al Congresului Național African și apoi al Africii de Sud
- Achmad Cassiem
- Setsiba Paul Mohohlo, fost comandant militar al Armatei de Eliberare a Poporului Azanian
- Micheal Ludumo Buka, activist politic al Congresului Național African
- Kgalema Motlanthe, primul președinte ale Africii de Sud din etnia Pedi
- John Aifheli Thabo, activist politic al Congresului Național African [necesită citare]
- Ezra Mvuyisi Sigwela, activist politic al Congresului Național African
- Xolani Casper Jonas, activist politic al Congresului Național African
- Kwezi Nontsikelo, activist politic al Congresului Național African, consilier al ministrului apărării